# 蓮塘站 (江西省)
莲塘站位于江西省南昌县莲塘镇，建设于1935年（民国廿四年），距离北京西站1462公里，常平站853公里，距离南昌火车站13公里，隶属南昌铁路局管辖。现为四等站。

## 历史
莲塘站建设于1935年，2003年为四等站，客、货车站。

## 交通
目前到莲塘站的公交车有203路和一些市郊公交线路。

## 车次
目前，莲塘站无列车停靠

## 图库

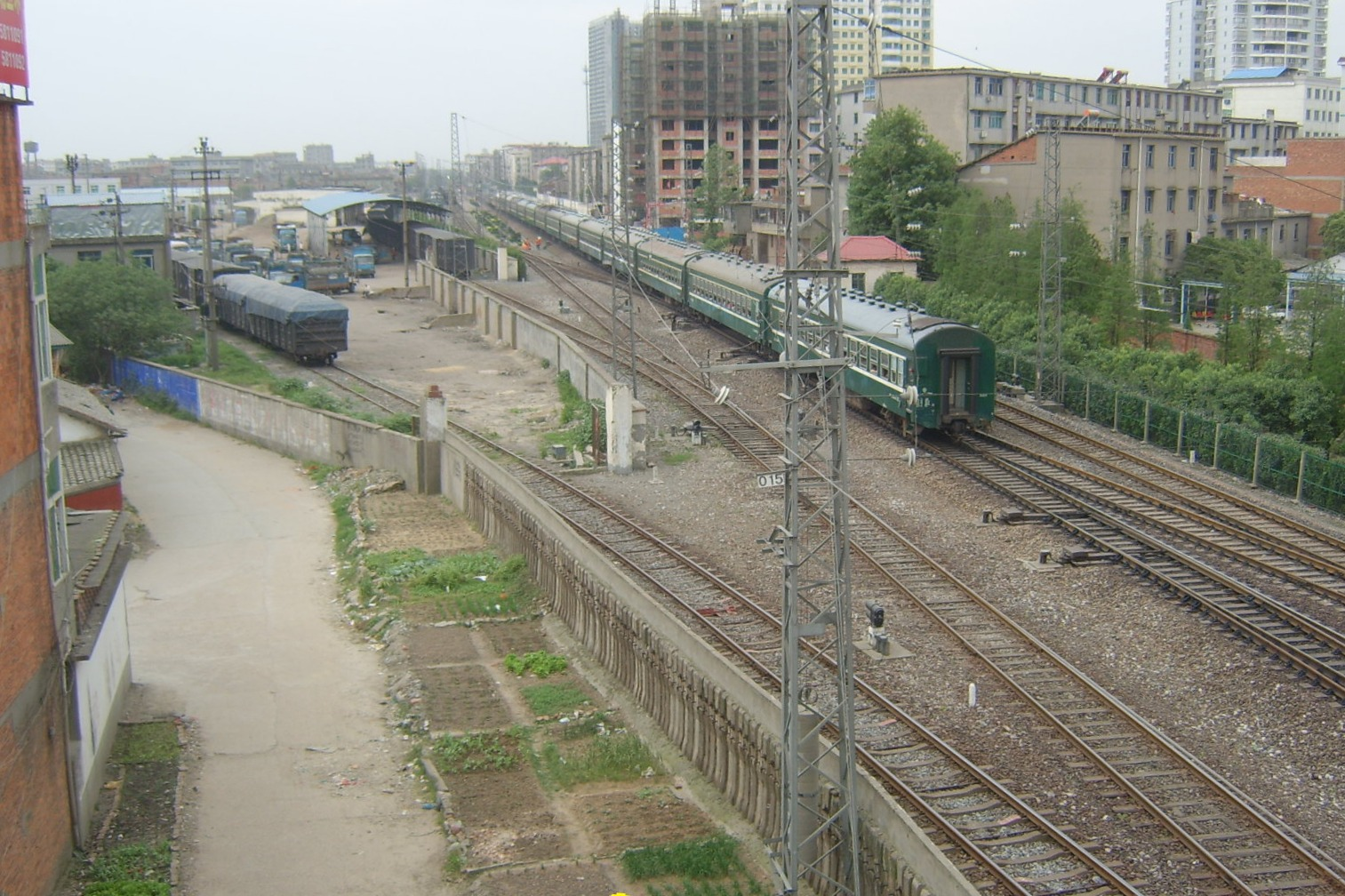
绿皮通过莲塘站
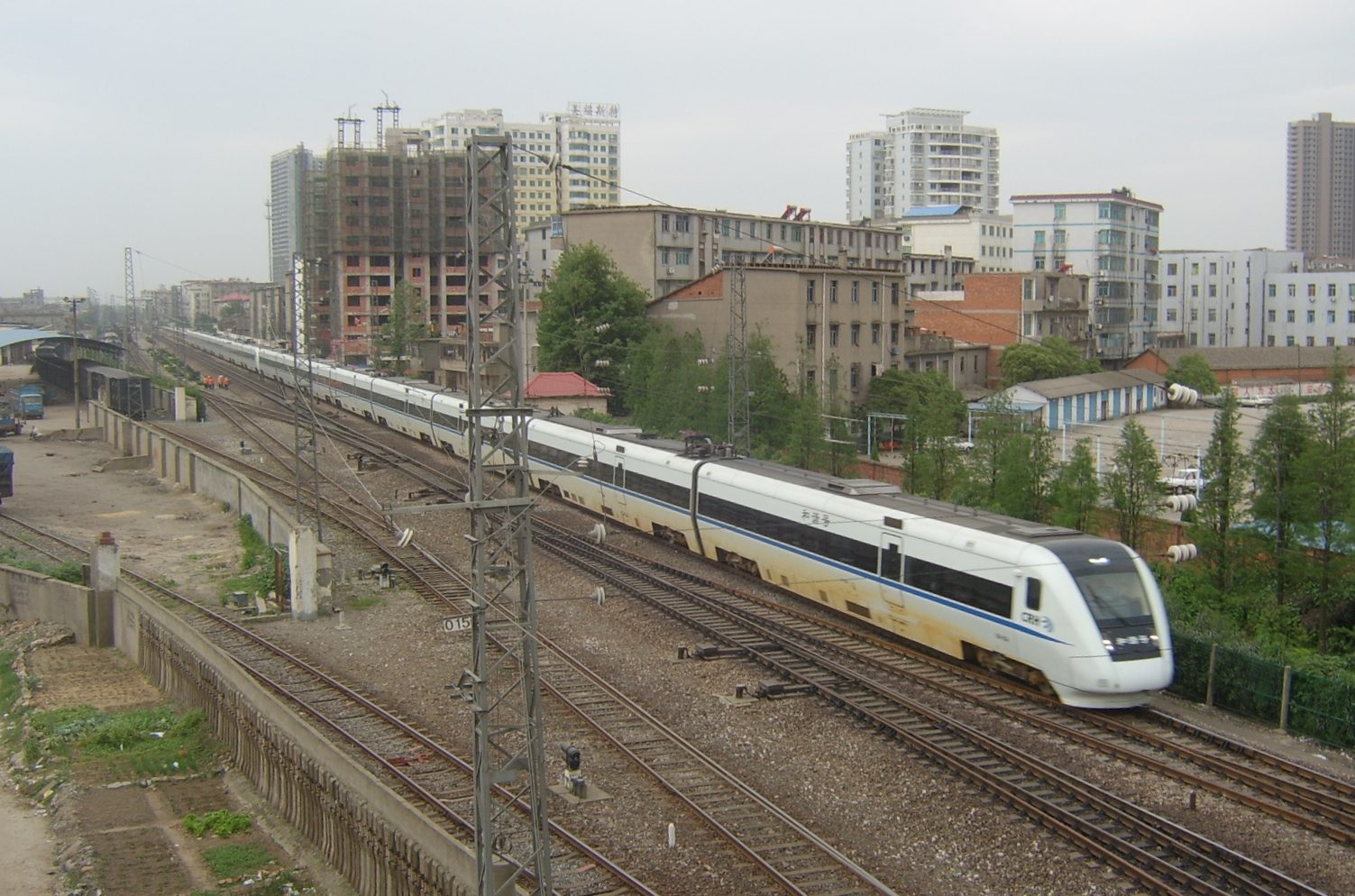
D206（长沙-南昌）通过莲塘站
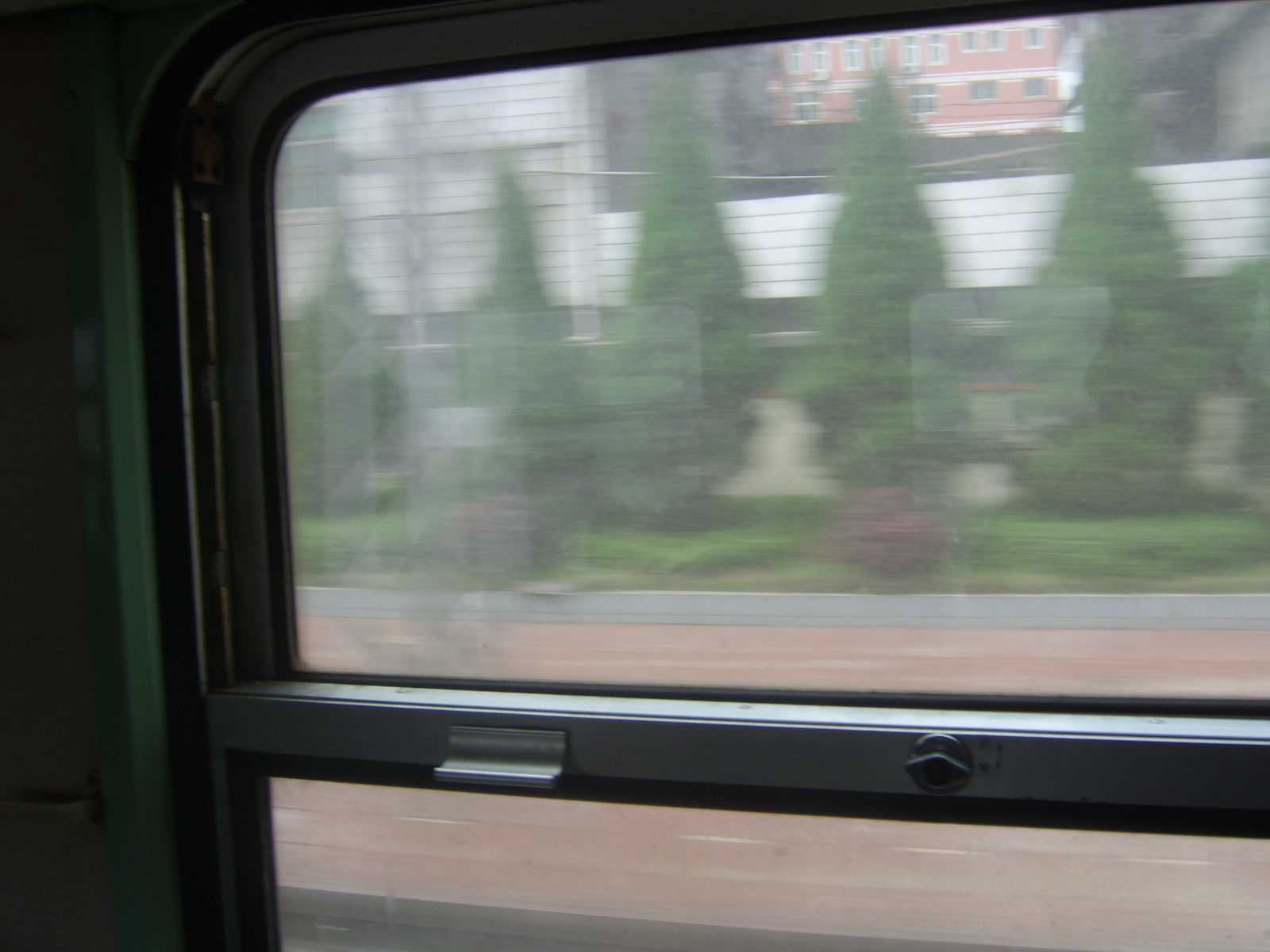
5202次通过莲塘站
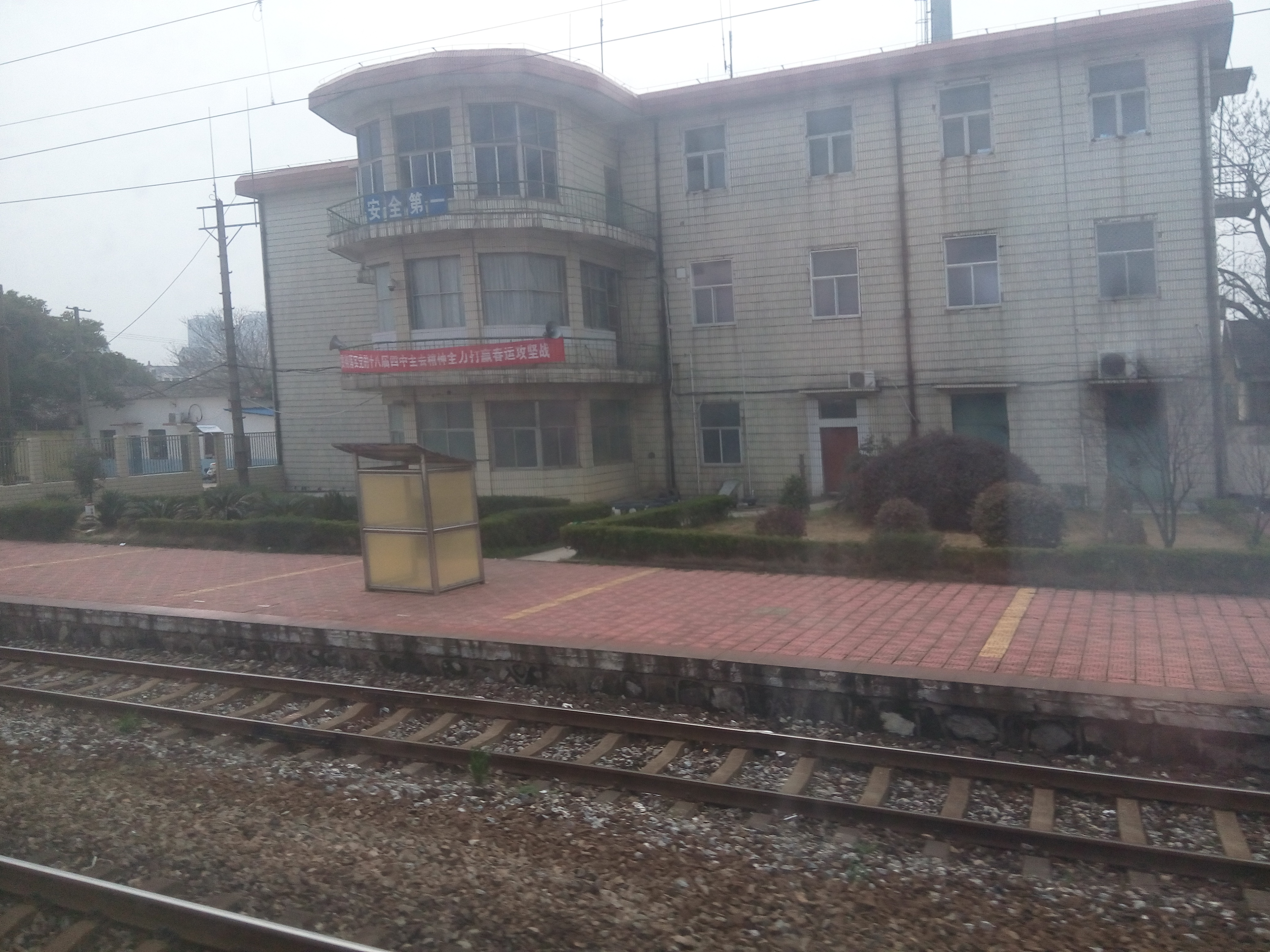
莲塘站的站房